# Fußballsportverein Frankfurt 1899 2007-2008
Questa voce raccoglie le informazioni riguardanti il Fußballsportverein Frankfurt 1899 nelle competizioni ufficiali della stagione 2007-2008.

## Stagione
Nella stagione 2007-2008 il FSV Francoforte, allenato da Tomas Oral, concluse il campionato di Regionalliga sud al 1º posto e fu promosso in 2. Bundesliga.

## Rosa
| N. |                                 | Ruolo | Calciatore           |
| -- | ------------------------------- | ----- | -------------------- |
| 1  | Germania (bandiera)             | P     | Patric Klandt        |
| 2  | Germania (bandiera)             | D     | Daniel Schumann      |
| 3  | Germania (bandiera)             | D     | André Laurito        |
| 4  | Germania (bandiera)             | D     | Markus Husterer      |
| 5  | Germania (bandiera)             | C     | Dennis Hillebrand    |
| 6  | Germania (bandiera)             | C     | Bernd Winter         |
| 7  | Germania (bandiera)             | C     | Renato Levy          |
| 8  | Bosnia ed Erzegovina (bandiera) | C     | Sead Mehic           |
| 9  | Argentina (bandiera)            | A     | Matias Cenci         |
| 10 | Germania (bandiera)             | C     | Matthias Hagner      |
| 11 | Germania (bandiera)             | A     | Thomas Brendel       |
| 13 | Germania (bandiera)             | A     | Abdelilah Bentaayate |
| 14 | Germania (bandiera)             | D     | Lars Weißenfeldt     |
| 15 | Germania (bandiera)             | D     | Sascha Volk          |
| 16 | Marocco (bandiera)              | A     | Fikri El Haj Ali     |

| N. |                        | Ruolo | Calciatore            |
| -- | ---------------------- | ----- | --------------------- |
| 17 | Germania (bandiera)    | D     | Stefan Hickl          |
| 18 | Germania (bandiera)    | C     | Christian Mikolajczak |
| 19 | Marocco (bandiera)     | A     | Aziz Bouhaddouz       |
| 20 | Germania (bandiera)    | D     | Markus Gaubatz        |
| 21 | Germania (bandiera)    | A     | Jochen Höfler         |
| 22 | Germania (bandiera)    | A     | Sebastian Göbig       |
| 24 | Italia (bandiera)      | D     | Angelo Barletta       |
| 25 | Paesi Bassi (bandiera) | A     | Samuel Koejoe         |
| 26 | Germania (bandiera)    | P     | Florian Schürenberg   |
| 27 | Germania (bandiera)    | C     | Thomas Sobotzik       |
| 28 | Germania (bandiera)    | C     | Markus Kreuz          |
| 30 | Germania (bandiera)    | P     | Andreas Wagner        |
| 34 | Ghana (bandiera)       | A     | Lawrence Aidoo        |
| 38 | Francia (bandiera)     | C     | David Ulm             |
| 39 | Turchia (bandiera)     | C     | Ibrahim Uyanik        |

## Organigramma societario
Area tecnica
- Allenatore: Tomas Oral
- Allenatore in seconda:
- Preparatore dei portieri:
- Preparatori atletici:
- Analisi video:

## Calciomercato

### Sessione estiva
| Acquisti | Acquisti              | Acquisti                 | Acquisti |
| R.       | Nome                  | da                       | Modalità |
| -------- | --------------------- | ------------------------ | -------- |
| D        | Angelo Barletta       | Panserraïkos             |          |
| A        | Matias Cenci          | Wehen Wiesbaden          |          |
| A        | Fikri El Haj Ali      | Borussia Fulda           |          |
| A        | Sebastian Göbig       | Waldhof Mannheim         |          |
| C        | Dennis Hillebrand     | Aalen                    |          |
| A        | Jochen Höfler         | Eintracht Francoforte II |          |
| D        | Markus Husterer       | Eintracht Braunschweig   |          |
| A        | Samuel Koejoe         | Dinamo Dresda            |          |
| C        | Markus Kreuz          | Kickers Offenbach        |          |
| P        | Kenneth Kronholm      | Fortuna Düsseldorf       |          |
| C        | Christian Mikolajczak | Holstein Kiel            |          |
| P        | Florian Schürenberg   | Pfullendorf              |          |
| P        | Andreas Wagner        | Eschborn                 |          |
| D        | Lars Weißenfeldt      | Kickers Offenbach        |          |

| Cessioni | Cessioni         | Cessioni              | Cessioni |
| R.       | Nome             | a                     | Modalità |
| -------- | ---------------- | --------------------- | -------- |
| A        | Fatih Alemdar    | KSV Klein-Karben      |          |
| A        | Murat Anli       | SV Buchonia Flieden   |          |
| C        | Abdel Bachiri    | FSV Fernwald          |          |
| C        | Atila Ciftci     | Rot-Weiss Francoforte |          |
| P        | Robert Cue       | KSV Klein-Karben      |          |
| D        | Carsten Hennig   | Wehen Wiesbaden II    |          |
| C        | Andreas Jantz    | TSG Wörsdorf          |          |
| P        | Julian Jourdan   | TSG Wörsdorf          |          |
| C        | Nikola Jovanović | Darmstadt             |          |
| D        | Mohammed Muftawu | KSV Klein-Karben      |          |
| A        | Isaac Ojigwe     | SV Wilhelmshaven      |          |
| D        | Dennis Probst    | Wormatia Worms        |          |
| A        | Nazir Saridogan  | TSG Wörsdorf          |          |
| D        | Wolfgang Strack  | Rot-Weiss Francoforte |          |
| C        | Emin Yalin       | Kickers Offenbach II  |          |

### Sessione invernale
| Acquisti | Acquisti        | Acquisti      | Acquisti |
| R.       | Nome            | da            | Modalità |
| -------- | --------------- | ------------- | -------- |
| C        | David Ulm       | Siegen        |          |
| P        | Patric Klandt   | Hansa Rostock |          |
| C        | Thomas Sobotzik | Sandefjord    |          |

| Cessioni | Cessioni         | Cessioni      | Cessioni |
| R.       | Nome             | a             | Modalità |
| -------- | ---------------- | ------------- | -------- |
| P        | Kenneth Kronholm | Hansa Rostock |          |

## Risultati

### Regionalliga

#### Girone di andata
| Arbitro: | Kircher |

|                          |           |  |
| Lerandy 27’ Calamita 63’ | Marcatori |  |

| Arbitro: | Blos |

|            |           |            |
| Höfler 60’ | Marcatori | 56’ Müller |

| Arbitro: | Benedum |

|                            |           |            |
| Sikorski 20’ Badstuber 81’ | Marcatori | 59’ Höfler |

| Francoforte sul Meno 18 agosto 2007, ore 14:00 CEST 4ª giornata | FSV Francoforte | 0 – 0 referto | Hessen Kassel | Frankfurter Volksbank Stadion (3 000 spett.)\| Arbitro: \| Achmüller \| |
| Arbitro:                                                        | Achmüller       |               |               |                                                                         |

| Arbitro: | Leicher |

|                     |           |                                  |
| Bergheim 56’ (rig.) | Marcatori | 44’ Husterer 63’ Mehic 75’ Cenci |

| Arbitro: | Pflaum |

|  |           |                     |
|  | Marcatori | 49’ Kolb 81’ Méndez |

| Arbitro: | Aytekin |

|               |           |                          |
| Schlabach 13’ | Marcatori | 4’, 64’ Höfler 32’ Cenci |

| Arbitro: | Fritz |

|           |           |               |
| Cenci 28’ | Marcatori | 77’ Galuschka |

| Arbitro: | Maier |

|          |           |  |
| Okic 16’ | Marcatori |  |

| Arbitro: | Hofmann |

|                                 |           |                    |
| Cenci 54’ (rig.) Hillebrand 75’ | Marcatori | 24’ Unger 76’ Haas |

| Arbitro: | Karle |

|          |           |                                                 |
| Fink 52’ | Marcatori | 10’, 17’ Mehic 51’ (rig.), 66’ Cenci 90’ Höfler |

| Arbitro: | Valentin |

|              |           |             |
| Husterer 90’ | Marcatori | 45’ Hofmann |

| Arbitro: | Kempter |

|                  |           |  |
| Cenci 44’ (rig.) | Marcatori |  |

| Arbitro: | Bauer |

|            |           |               |
| Kacani 66’ | Marcatori | 7’ Hillebrand |

| Arbitro: | Steinberg |

|                         |           |  |
| Ali 20’ Mikolajczak 70’ | Marcatori |  |

| Arbitro: | Benedum |

|  |           |                                                             |
|  | Marcatori | 5’ Mikolajczak 16’ Schumann 35’ Barletta 62’ Cenci 66’ Levy |

| Arbitro: | Kampka |

|              |           |                                         |
| Husterer 36’ | Marcatori | 30’ Schmid 63’ Kreis 90’ (rig.) Zellner |

#### Girone di ritorno
| Arbitro: | Perl |

|                                     |           |                        |
| Cenci 25’ Mehic 31’ Mikolajczak 59’ | Marcatori | 38’ Calamita 88’ Lucic |

| Arbitro: | Sippel |

|  |           |           |
|  | Marcatori | 75’ Kreuz |

| Arbitro: | Seiwert |

|                        |           |                    |
| Sobotzik 14’ Cenci 18’ | Marcatori | 38’, 87’ Badstuber |

| Arbitro: | Christ |

|            |           |         |
| Möller 84’ | Marcatori | 22’ Ulm |

| Arbitro: | Leicher |

|              |           |           |
| Barletta 56’ | Marcatori | 47’ Krebs |

| Arbitro: | Valentin |

|  |           |                              |
|  | Marcatori | 12’ Hagner 31’ Ulm 77’ Cenci |

| Arbitro: | Maier |

|                   |           |  |
| Ulm 17’ Cenci 82’ | Marcatori |  |

| Arbitro: | Kempter |

|  |           |              |
|  | Marcatori | 79’ Barletta |

| Arbitro: | Sippel |

|                   |           |  |
| Cenci 13’ Ulm 58’ | Marcatori |  |

| Arbitro: | Schößling |

|  |           |              |
|  | Marcatori | 21’ Husterer |

| Arbitro: | Joerend |

|           |           |                         |
| Mehic 66’ | Marcatori | 21’ Fink 69’ Ziegenbein |

| Arbitro: | Lupp |

|          |           |           |
| Klauß 7’ | Marcatori | 84’ Kreuz |

| Arbitro: | Frank |

|          |           |                                 |
| Týce 20’ | Marcatori | 7’, 30’ Cenci 21’ Ulm 65’ Mehic |

| Francoforte sul Meno 10 maggio 2008, ore 14:00 CEST 31ª giornata | FSV Francoforte | 0 – 0 referto | Kickers Stoccarda | Frankfurter Volksbank Stadion (3 400 spett.)\| Arbitro: \| Fischer \| |
| Arbitro:                                                         | Fischer         |               |                   |                                                                       |

| Arbitro: | Henschel |

|              |           |                     |
| Willmann 32’ | Marcatori | 55’ Kreuz 83’ Cenci |

| Arbitro: | Seemann |

|                          |           |                      |
| Cenci 15’ Mehic 18’, 26’ | Marcatori | 76’ (rig.) Jungwirth |

| Arbitro: | Meyer |

|  |           |                                |
|  | Marcatori | 51’ Hillebrand 89’ Weißenfeldt |

## Statistiche

### Statistiche di squadra
| Competizione     | Punti | In casa | In casa | In casa | In casa | In casa | In casa | In trasferta | In trasferta | In trasferta | In trasferta | In trasferta | In trasferta | Totale | Totale | Totale | Totale | Totale | Totale | DR  |
| Competizione     | Punti | G       | V       | N       | P       | Gf      | Gs      | G            | V            | N            | P            | Gf           | Gs           | G      | V      | N      | P      | Gf     | Gs     | DR  |
| ---------------- | ----- | ------- | ------- | ------- | ------- | ------- | ------- | ------------ | ------------ | ------------ | ------------ | ------------ | ------------ | ------ | ------ | ------ | ------ | ------ | ------ | --- |
| Regionalliga sud | 62    | 17      | 6       | 8       | 3       | 23      | 18      | 17           | 11           | 3            | 3            | 34           | 13           | 34     | 17     | 11     | 6      | 57     | 31     | +26 |
| Totale           | 62    | 17      | 6       | 8       | 3       | 23      | 18      | 17           | 11           | 3            | 3            | 34           | 13           | 34     | 17     | 11     | 6      | 57     | 31     | +26 |

### Andamento in campionato
| Giornata  | 1  | 2  | 3  | 4  | 5  | 6  | 7  | 8  | 9  | 10 | 11 | 12 | 13 | 14 | 15 | 16 | 17 | 18 | 19 | 20 | 21 | 22 | 23 | 24 | 25 | 26 | 27 | 28 | 29 | 30 | 31 | 32 | 33 | 34 |
| --------- | -- | -- | -- | -- | -- | -- | -- | -- | -- | -- | -- | -- | -- | -- | -- | -- | -- | -- | -- | -- | -- | -- | -- | -- | -- | -- | -- | -- | -- | -- | -- | -- | -- | -- |
| Luogo     | T  | C  | T  | C  | T  | C  | T  | C  | T  | C  | T  | C  | C  | T  | C  | T  | C  | C  | T  | C  | T  | C  | T  | C  | T  | C  | T  | C  | T  | T  | C  | T  | C  | T  |
| Risultato | P  | N  | P  | N  | V  | P  | V  | N  | P  | N  | V  | N  | V  | N  | V  | V  | P  | V  | V  | N  | N  | N  | V  | V  | V  | V  | V  | P  | N  | V  | N  | V  | V  | V  |
| Posizione | 16 | 14 | 15 | 15 | 13 | 14 | 11 | 12 | 12 | 13 | 12 | 11 | 7  | 8  | 7  | 6  | 7  | 6  | 5  | 6  | 6  | 6  | 5  | 5  | 4  | 4  | 3  | 4  | 4  | 2  | 2  | 2  | 1  | 1  |

Legenda:

Luogo: C = Casa; T = Trasferta. Risultato: V = Vittoria; N = Pareggio; P = Sconfitta.

### Statistiche dei giocatori
| L. Aidoo       | 14 | 0  | 1 | 0 |
| F. Ali         | 6  | 1  | 0 | 0 |
| A. Barletta    | 33 | 3  | 6 | 0 |
| A. Bentaayate  | 0  | 0  | 0 | 0 |
| A. Bouhaddouz  | 10 | 0  | 0 | 0 |
| T. Brendel     | 0  | 0  | 0 | 0 |
| M. Cenci       | 34 | 17 | 3 | 0 |
| M. Gaubatz     | 13 | 0  | 1 | 0 |
| S. Göbig       | 3  | 0  | 0 | 0 |
| M. Hagner      | 27 | 1  | 4 | 0 |
| S. Hickl       | 13 | 0  | 1 | 0 |
| D. Hillebrand  | 34 | 3  | 4 | 0 |
| M. Husterer    | 32 | 4  | 7 | 0 |
| J. Höfler      | 19 | 5  | 1 | 0 |
| P. Klandt      | 15 | 0  | 0 | 0 |
| S. Koejoe      | 6  | 0  | 0 | 0 |
| M. Kreuz       | 32 | 3  | 3 | 0 |
| K. Kronholm    | 6  | 0  | 0 | 0 |
| A. Laurito     | 11 | 0  | 3 | 0 |
| R. Levy        | 8  | 1  | 1 | 0 |
| S. Mehic       | 25 | 8  | 2 | 0 |
| C. Mikolajczak | 31 | 3  | 5 | 0 |
| D. Schumann    | 22 | 1  | 5 | 1 |
| F. Schürenberg | 13 | 0  | 0 | 0 |
| T. Sobotzik    | 15 | 1  | 3 | 0 |
| D. Ulm         | 15 | 5  | 0 | 0 |
| I. Uyanik      | 0  | 0  | 0 | 0 |
| S. Volk        | 1  | 0  | 1 | 0 |
| A. Wagner      | 0  | 0  | 0 | 0 |
| L. Weißenfeldt | 21 | 1  | 3 | 0 |
| B. Winter      | 14 | 0  | 0 | 1 |